# 근구수왕
근구수왕(近仇首王, ? ~ 384년 음력 4월, 재위: 375년 11월~384년 4월)은 백제의 제14대 국왕이다. 근초고왕의 아들로, 휘는 부여수이다. 《삼국사기》, 《양서(梁書)》에는 이름이 수(須)로, 《신찬성씨록》에는 귀수(貴須) 또는 근귀수(近貴首)로, 《속일본기》에는 귀류(貴流) 또는 구소(久素)로 기록되어 있다.
구수(仇首)라는 이름은 우두머리(渠首)를 뜻하며 길지(吉支), 개차(皆次) 등과 같은 의미라는 견해가 있다.

## 생애

### 즉위 전
369년, 태자 수는 부왕 근초고왕과 함께 남방을 정벌하여 마한 54개국 가운데 4개국의 항복을 받아냈다. 이 틈을 이용해 고국원왕이 보병과 기병 2만을 이끌고 치양성(雉壤城, 황해도 배천, 구 모로성) 부근을 약탈하자 부여수가 군사를 이끌고 맞섰다. 이때, 근초고왕의 말 말굽을 상하게 한 죄로 고구려로 달아났던 사기가 다시 백제에 투항하여 '고구려 군사는 머리수만 채운 허세이며, 날래고 용감한 자들은 오직 붉은 깃발의 부대 뿐'이라고 고구려의 군사정보를 부여수에게 알려줌으로써 백제는 사기의 말대로 고구려의 적기부대(赤旗部隊)를 먼저 공격하여 크게 무찌르고, 그 기세를 몰아 수곡성까지 함락하였다. 이에 만족하지 못한 부여수는 여세를 몰아 진격을 계속하고자했다. 그러나 장군 막고해가 조언하기를 “일찍이 도가의 말에 만족할 줄 알면 욕되지 않고 그칠 줄 알면 위태롭지 않다고 하였습니다. 지금 얻은 바도 많은데 어찌 기필코 더 많은 것을 구합니까?"라고 《노자 도덕경》의 내용을 인용하여 간하니 태자가 그 말을 옳게 여겨 추격을 멈추고 그곳에 돌을 쌓아 표지를 만들었다. 태자는 그 위에 올라가 좌우를 돌아보며 "지금 이후 누가 다시 여기에 이를 수 있을까?"라고 말하였다. 371년 고구려가 또 다시 침입하자 부여수는 부왕 근초고왕과 함께 군사를 패수에 매복시켜 고구려군을 격파하고 기세를 몰아 평양성까지 진격하여 고국원왕을 전사시켰다.

### 실정
375년 11월 부여수는 근초고왕이 사망하자 왕위에 오른다. 이듬해 장인 진고도를 내신좌평(內臣佐平)으로 삼았다. 이로부터 진(眞)씨가 최고의 권력을 차지하였고, 내정이 주로 진씨에게 맡겨졌다.
376년 고구려 소수림왕이 공세를 강화하여 11월 백제 변경을 공격했다. 근구수왕은 377년 10월 3만명의 병사로 평양성을 공격하였으나 패배하였고, 그 해 11월 고구려의 보복 공격이 있었다. 그러나 이상기후가 겹치면서 제1차 여제전쟁은 고구려의 대승리로 끝이 났다.

#### 자연재해
다음은 근구수왕대에 일어난 재앙의 기록이다.
379년 4월에 하루 종일 흙이 비처럼 내렸다[雨土].
380년에 전염병이 크게 번졌다. 여름 5월에 큰 지진이 일어나 땅이 갈라져 깊이 다섯 장, 너비 세 장이나 되었는데 삼일만에 합쳐졌다.
382년 봄에 가뭄이 들어 6월까지 계속되었다. 백성들이 굶주려 자식을 파는 자까지 있게 되었다.
결국 국가창고의 곡식을 푸는 등의 조치를 취하였다.

#### 동진과의 관계
《삼국사기》 《백제본기》 근구수왕기에는, 379년 3월 동진에 조공하려 했으나 해상에서 폭풍을 만나, 되돌아 왔다고 하는 기사가 수록되어 있고, 양서 백제전에서는 '동진 태원(太元)년간(376년~396년) 백제왕 수가, …중략… 생구(生口, 노예)를 헌상했다.'고 기록되어있다.

#### 사망
384년 4월, 재위 10년 만에 사망하였다.

## 가계
|  |  |               |               |               |               |               |               | 근초고왕 近肖古王 | 근초고왕 近肖古王 | 근초고왕 近肖古王 | 근초고왕 近肖古王 | 근초고왕 近肖古王 | 근초고왕 近肖古王 |                   |                   |                   |                   |                   |                   | 왕비 진씨 王妃 眞氏 | 왕비 진씨 王妃 眞氏 | 왕비 진씨 王妃 眞氏 | 왕비 진씨 王妃 眞氏 | 왕비 진씨 王妃 眞氏 | 왕비 진씨 王妃 眞氏 |                   |                   |                   |                   |                   |                   |  |  |  |  |  |  |  |  |  |  |  |  |
|  |  |               |               |               |               |               |               | 근초고왕 近肖古王 | 근초고왕 近肖古王 | 근초고왕 近肖古王 | 근초고왕 近肖古王 | 근초고왕 近肖古王 | 근초고왕 近肖古王 |                   |                   |                   |                   |                   |                   | 왕비 진씨 王妃 眞氏 | 왕비 진씨 王妃 眞氏 | 왕비 진씨 王妃 眞氏 | 왕비 진씨 王妃 眞氏 | 왕비 진씨 王妃 眞氏 | 왕비 진씨 王妃 眞氏 |                   |                   |                   |                   |                   |                   |  |  |  |  |  |  |  |  |  |  |  |  |
|  |  |               |               |               |               |               |               |                   |                   |                   |                   |                   |                   |                   |                   |                   |                   |                   |                   |                     |                     |                     |                     |                     |                     |                   |                   |                   |                   |                   |                   |  |  |  |  |  |  |  |  |  |  |  |  |
|  |  |               |               |               |               |               |               |                   |                   |                   |                   |                   |                   | 근구수왕 近仇首王 | 근구수왕 近仇首王 | 근구수왕 近仇首王 | 근구수왕 近仇首王 | 근구수왕 近仇首王 | 근구수왕 近仇首王 |                     |                     |                     |                     |                     |                     | 아이부인 阿爾夫人 | 아이부인 阿爾夫人 | 아이부인 阿爾夫人 | 아이부인 阿爾夫人 | 아이부인 阿爾夫人 | 아이부인 阿爾夫人 |  |  |  |  |  |  |  |  |  |  |  |  |
|  |  |               |               |               |               |               |               |                   |                   |                   |                   |                   |                   | 근구수왕 近仇首王 | 근구수왕 近仇首王 | 근구수왕 近仇首王 | 근구수왕 近仇首王 | 근구수왕 近仇首王 | 근구수왕 近仇首王 |                     |                     |                     |                     |                     |                     | 아이부인 阿爾夫人 | 아이부인 阿爾夫人 | 아이부인 阿爾夫人 | 아이부인 阿爾夫人 | 아이부인 阿爾夫人 | 아이부인 阿爾夫人 |  |  |  |  |  |  |  |  |  |  |  |  |
|  |  |               |               |               |               |               |               |                   |                   |                   |                   |                   |                   |                   |                   |                   |                   |                   |                   |                     |                     |                     |                     |                     |                     |                   |                   |                   |                   |                   |                   |  |  |  |  |  |  |  |  |  |  |  |  |
|  |  |               |               |               |               |               |               |                   |                   |                   |                   |                   |                   |                   |                   |                   |                   |                   |                   |                     |                     |                     |                     |                     |                     |                   |                   |                   |                   |                   |                   |  |  |  |  |  |  |  |  |  |  |  |  |
|  |  |               |               |               |               |               |               |                   |                   |                   |                   |                   |                   | 침류왕 枕流王     | 침류왕 枕流王     | 침류왕 枕流王     | 침류왕 枕流王     | 침류왕 枕流王     | 침류왕 枕流王     |                     |                     |                     |                     |                     |                     | 진사왕 辰斯王     | 진사왕 辰斯王     | 진사왕 辰斯王     | 진사왕 辰斯王     | 진사왕 辰斯王     | 진사왕 辰斯王     |  |  |  |  |  |  |  |  |  |  |  |  |
|  |  |               |               |               |               |               |               |                   |                   |                   |                   |                   |                   | 침류왕 枕流王     | 침류왕 枕流王     | 침류왕 枕流王     | 침류왕 枕流王     | 침류왕 枕流王     | 침류왕 枕流王     |                     |                     |                     |                     |                     |                     | 진사왕 辰斯王     | 진사왕 辰斯王     | 진사왕 辰斯王     | 진사왕 辰斯王     | 진사왕 辰斯王     | 진사왕 辰斯王     |  |  |  |  |  |  |  |  |  |  |  |  |
|  |  |               |               |               |               |               |               |                   |                   |                   |                   |                   |                   |                   |                   |                   |                   |                   |                   |                     |                     |                     |                     |                     |                     |                   |                   |                   |                   |                   |                   |  |  |  |  |  |  |  |  |  |  |  |  |
|  |  | 아신왕 阿莘王 | 아신왕 阿莘王 | 아신왕 阿莘王 | 아신왕 阿莘王 | 아신왕 阿莘王 | 아신왕 阿莘王 |                   |                   |                   |                   |                   |                   | 훈해 訓解         | 훈해 訓解         | 훈해 訓解         | 훈해 訓解         | 훈해 訓解         | 훈해 訓解         |                     |                     |                     |                     |                     |                     | 설례 碟禮         | 설례 碟禮         | 설례 碟禮         | 설례 碟禮         | 설례 碟禮         | 설례 碟禮         |  |  |  |  |  |  |  |  |  |  |  |  |

## 근구수왕이 등잔한 작품

### 드라마
- 《근초고왕》, KBS, 2010년 ~ 2011년, 배우 : 건일
- 《한국사기》 (2017년, KBS, 배우:

## 같이 보기
- 내물 이사금 (356년 - 402년)
- 소수림왕 (371년 - 384년)
- 이시품왕 (346년~407년)
- 닌토쿠 천황 (310년~399년)

| 전 대 근초고왕 | 제14대 백제 국왕 375년 ~ 384년 | 후 대 침류왕 |

1. ↑  천소영, 《고대국어의 어휘연구》, 고려대 민족문제연구소, 1990.